# Ипатијева хроника
Ипатиева хроника или ипатијевски кодекс (такође познат као Ипатијевски летопис или Ипатијев летопис) је зборник три хронике: Примарне хронике, Кијевске хронике и Галицијско-волињске хронике. Хроника представља најважнији документарни извор о историји Кијевске Русије. 
Кодекс је поново откривен у Украјини 1617. године, а затим су га монаси копирали у Кијеву 1621. Поново га је у 18. веку у Ипатијевском манастиру открио руски историчар Николај Карамзин.
Кодекс је други најстарији сачувани рукопис „Почетног летописа“ (Примарне хронике), након Лаврентијевог кодекса. Ипатијевски рукопис датира отприлике отприлике. 1425. године, [1] али укључује много драгоцених података из изгубљених кијевских и 12. векова из Галиције из 13. века. Кодекс је вероватно састављен крајем 13. века. 
Кодекс се од 1810. године чува у Руској националној библиотеци, Санкт Петербург. Језик овог дела је старословенски са много карактеристика источног словенстава.